# Doclea
Doclea (latinsko Dioclea, tudi Diocleia, grško Διοκλεις [Diokleis], črnogorsko Дукља [Duklja]), zgodovinsko naselje ilirskega plemena Dokleatov, ki je ležalo na izlivu reke Zete v Moračo, približno tri kilometre severno od sedanjega črnogorskega  glavnega mesta Podgorice. 
Duklja je bila glavno mesto države Duklje.

## Zgodovina
Duklja je bila največje naselje Dokleatov. Ustanovljena je bila v prvem desetletju prvega stoletja našega štetja. Spadala je med velika mesta, saj je štela 8.000-10.000 prebivalcev. Relativno velika gostota prebivalstva na površini s polmerom nekaj več kot deset kilometrov je bila posledica ugodnega geografskega položaja, primernih klimatskih pogojev, pozitivnih gospodarskih tokov in dobrega obrambnega položaja, ki je bil v tistem času še kako pomemben. 
Po novi upravni delitvi Rimskega cesarstva leta 297 je postala glavno mesto novoustanovljene province Prevalitanije (latinsko: Praevalitana ali Prevalis). V 4. in 5. stoletju so jo osvojila barbarska plemena in je začela izgubljati svojo moč. Na začetku 5. stoletja so jo opustošili Ostrogoti, leta 518 pa jo je porušil močan potres. Ko si je opomogla, so jo leta 620 ponovno opustošili, tokrat Slovani, ki so se priselili v njeno okolico. Po tem opustošenju je dokončno izgubila svoj antični značaj.
Po uvedbi krščanstva je postala sedež škofije. 

## Arheoška odkritja
Duklja je bila kljub svojemu pomenu že v 10. stoletju popolnoma porušena. V dosedanjnih arheoloških izkopavanjih so odkrili obrambni zid, javni trg (forum), temelje več krščanskih bazilik, pokopališče, več raznih kipov in plošč z napisi in druge predmete.